# Saison 2016-2017 de l'Union Bordeaux Bègles
Cette page présente la saison 2016-2017 de l'Union Bordeaux Bègles en Top 14 et en Coupe d'Europe.

## Entraîneurs
- Raphaël Ibañez : Directeur sportif
- Émile Ntamack : Entraîneur lignes arrières
- Jacques Brunel : Entraîneur des avants
- Joe Worsley : Entraîneur défense
- Ludovic Loustau : Préparateur physique

## La saison
Budget
Pré-saison
Jacques Brunel remplace Régis Sonnes en tant qu'entraîneur des avants. L'international irlandais Ian Madigan vient aussi renforcer l'effectif.
Récit

## Effectif 2016-2017
| Nom                   | Poste             | Naissance    | Nationalité sportive | Sélections (points marqués) | Dernier club              | Arrivée au club (année)                        |
| --------------------- | ----------------- | ------------ | -------------------- | --------------------------- | ------------------------- | ---------------------------------------------- |
| Xérom Civil           | Pilier/ Talonneur | 02/04/1994   | France               | -                           | Formé au club             | 2016; prêté à l'US Carcassonne en janvier 2017 |
| Marc Clerc            | Pilier            | 09/06/1987   | France               | -                           | US Oyonnax                | 2016                                           |
| Vadim Cobilas         | Pilier            | 30/07/1983   | Moldavie             | -                           | Sale Sharks               | 2016                                           |
| Jefferson Poirot      | Pilier            | 01/11/1992   | France               | -                           | CA Brive                  | 2012                                           |
| Jean-Baptiste Poux    | Pilier            | 26/09/1979   | France               |                             | Stade toulousain          | 2013                                           |
| Sébastien Taofifenua  | Pilier            | 21/03/1992   | France               | -                           | USA Perpignan             | 2014                                           |
| Steven Kitshoff       | Pilier            | 10/02/1992   | Afrique du Sud       |                             | Stormers                  | 2015                                           |
| Beñat Auzqui          | Talonneur         | 01/08/1983   | Espagne              |                             | US Tyrosse                | 2013                                           |
| Ole Avei              | Talonneur         | 13/06/1983   | Samoa                |                             | Chiefs                    | 2010                                           |
| Clément Maynadier     | Talonneur         | 11/10/1988   | France               | -                           | SC Albi                   | 2013                                           |
| Jandré Marais         | Deuxième ligne    | 14/06/1989   | Afrique du Sud       | -                           | Sharks                    | 2013                                           |
| Berend Botha          | Deuxième ligne    | 11/03/1988   | Afrique du Sud       | -                           | Stade Montois             | 2014                                           |
| Luke Jones            | Deuxième ligne    | 02/04/1991   | Australie            |                             | Melbourne Rebels          | 2016                                           |
| Johan Aliouat         | Deuxième ligne    | 22/01/1993   | France               | -                           | US Carcassonne            | 2016                                           |
| Cyril Cazeaux         | Deuxième ligne    | 10/02/1995   | France               | -                           | US Dax                    | 2015                                           |
| Alban Requet          | Deuxième ligne    | 08/09/1997   | France               | -                           | RC Mulhouse               | 2016                                           |
| Tristan Labouteley    | Deuxième ligne    | 12/04/1995   | France               | -                           | Montpellier HR            | 2016                                           |
| Tom Palmer            | Deuxième ligne    | 27 mars 1979 | Angleterre           |                             | Benetton Trévise          | 2016                                           |
| Hugh Chalmers         | Troisième ligne   | 28/11/1984   | Nouvelle-Zélande     | -                           | AC Bobigny                | 2008                                           |
| Louis-Benoît Madaule  | Troisième ligne   | 24/09/1988   | France               | -                           | RC Narbonne               | 2011                                           |
| Marco Tauleigne       | Troisième ligne   | 30 août 1993 | France               |                             | CS Bourgoin-Jallieu       | 2013                                           |
| Luke Braid            | Troisième ligne   | 05/10/1988   | Nouvelle-Zélande     | -                           | Blues                     | 2015                                           |
| Peter Saili           | Troisième ligne   | 04/01/1988   | Nouvelle-Zélande     | -                           | Blues                     | 2015                                           |
| Loann Goujon          | Troisième ligne   | 23/04/1989   | France               |                             | Stade rochelais           | 2015                                           |
| Julien Audy           | Demi de mêlée     | 21/11/1984   | France               | -                           | Stade rochelais           | 2016                                           |
| Yann Lesgourgues      | Demi de mêlée     | 17/01/1991   | France               | -                           | Biarritz Olympique        | 2014                                           |
| Baptiste Serin        | Demi de mêlée     | 20/06/1994   | France               |                             | Formé au Club             | 2012                                           |
| Lionel Beauxis        | Demi d'ouverture  | 24/10/1985   | France               |                             | Stade Toulousain          | 2014                                           |
| Simon Hickey          | Demi d'ouverture  | 12/01/1994   | Nouvelle-Zélande     | -                           | Blues                     | 2015                                           |
| Romain Lonca          | Demi d'ouverture  | 26/11/1991   | France               | -                           | Stade Hendayais           | 2013                                           |
| Ian Madigan           | Demi d'ouverture  | 21/03/1989   | Irlande              | Drapeau : Irlande           | Leinster                  | 2016                                           |
| Julien Rey            | Centre            | 01/09/1986   | France               |                             | US Colomiers              | 2011                                           |
| Jean-Baptiste Dubié   | Centre            | 16/07/1989   | France               | -                           | Stade montois             | 2015                                           |
| Jayden Spence         | Centre            | 14/08/1991   | Nouvelle-Zélande     | -                           | Otago                     | 2016                                           |
| Josaia Vakacegu       | Centre            | 20/10/1988   | Fidji                | -                           | Béziers                   | 2016                                           |
| Blair Connor          | Ailier            | 29/09/1988   | Australie            |                             | Reds                      | 2010                                           |
| Adam Ashley-Cooper    | Ailier            | 27/03/1984   | Australie            |                             | Waratahs                  | 2015                                           |
| Metuisela Talebula    | Ailier            | 20/05/1991   | Fidji                |                             | Fidji Seven (rugby à VII) | 2012                                           |
| Jean-Marcellin Buttin | Arrière           | 16/12/1991   | France               |                             | ASM Clermont              | 2015                                           |
| Nans Ducuing          | Arrière           | 06/11/1991   | France               | -                           | USA Perpignan             | 2015                                           |
| Geoffrey Cros         | Arrière           | 08/03/1997   | France               | -                           | Tarbes PR                 | 2016                                           |
| Darly Domvo           | Arrière           | 03/04/1992   | France               | -                           | Formé au Club             | 2011                                           |

## Calendrier et résultats[4]

### Matchs amicaux
- Biarritz Olympique - Union Bordeaux Bègles :  24-47
- Stade rochelais - Union Bordeaux Bègles :  23-14

### Top 14
| - Union Bordeaux Bègles - Racing 92 : 15-9 - Stade toulousain - Union Bordeaux-Bègles : 22-17 - Union Bordeaux Bègles - Montpellier HR : 15-32 - Union Bordeaux Bègles - Aviron bayonnais : 40-20 - ASM Clermont - Union Bordeaux Bègles : 40-16 - Union Bordeaux Bègles - Lyon OU : 32-10 - Section paloise - Union Bordeaux Bègles : 28-30* - Union Bordeaux Bègles - CA Brive : 27-25 - Castres Olympique - Union Bordeaux Bègles : 33-27 - Union Bordeaux Bègles - Stade français : 37-19 - FC Grenoble - Union Bordeaux Bègles : 22-24 - Union Bordeaux Bègles - Stade rochelais : 26-0 - RC Toulon - Union Bordeaux Bègles : 37-10 | - Racing 92 - Union Bordeaux Bègles : 22-20 - Union Bordeaux-Bègles - Stade toulousain : 20-11 - Montpellier HR - Union Bordeaux Bègles : 31-26 - Aviron bayonnais - Union Bordeaux Bègles : 24-20 - Union Bordeaux Bègles - ASM Clermont : 23-23 - Lyon OU - Union Bordeaux Bègles : 19-16 - Union Bordeaux Bègles - Section paloise : 16-18 - CA Brive - Union Bordeaux Bègles : 19-22 - Union Bordeaux Bègles - Castres Olympique : 17-29 - Stade français - Union Bordeaux Bègles : 32-9 - Union Bordeaux Bègles - FC Grenoble : 46-14 - Stade rochelais - Union Bordeaux-Bègles : 16-5 - Union Bordeaux Bègles - RC Toulon : 13-26 |

| Rang | Club                  | J  | V  | N | D  | Bo | Bd | Pm  | Pe  | Diff | Pts |
| ---- | --------------------- | -- | -- | - | -- | -- | -- | --- | --- | ---- | --- |
| 1    | Stade rochelais       | 26 | 17 | 3 | 6  | 6  | 5  | 707 | 498 | +209 | 85  |
| 2    | ASM Clermont          | 26 | 15 | 3 | 8  | 8  | 4  | 800 | 562 | +238 | 78  |
| 3    | Montpellier HR        | 26 | 16 | 0 | 10 | 7  | 5  | 750 | 564 | +186 | 76  |
| 4    | RC Toulon             | 26 | 14 | 2 | 10 | 5  | 4  | 674 | 511 | +163 | 69  |
| 5    | Castres olympique     | 26 | 13 | 1 | 12 | 5  | 4  | 667 | 509 | +158 | 63  |
| 6    | Racing 92 (T)         | 26 | 14 | 1 | 11 | 3  | 1  | 586 | 616 | -30  | 62  |
| 7    | Stade français Paris  | 26 | 12 | 1 | 13 | 5  | 4  | 643 | 638 | +5   | 59  |
| 8    | CA Brive              | 26 | 13 | 1 | 12 | 0  | 4  | 577 | 634 | -57  | 58  |
| 9    | Section paloise       | 26 | 12 | 1 | 13 | 2  | 5  | 604 | 701 | -97  | 57  |
| 10   | Lyon OU (P)           | 26 | 11 | 2 | 13 | 3  | 4  | 573 | 632 | -59  | 55  |
| 11   | Union Bordeaux Bègles | 26 | 11 | 1 | 14 | 2  | 6  | 569 | 581 | -12  | 54  |
| 12   | Stade toulousain      | 26 | 11 | 0 | 15 | 3  | 6  | 537 | 561 | -24  | 53  |
| 13   | FC Grenoble           | 26 | 7  | 1 | 18 | 2  | 6  | 611 | 852 | -241 | 38  |
| 14   | Aviron bayonnais (P)  | 26 | 6  | 3 | 17 | 0  | 0  | 466 | 905 | -439 | 30  |

### Coupe d'Europe
Dans la Coupe d'Europe l'Union Bordeaux Bègles fait partie de la poule 2 et sera opposé aux Anglais des Exeter Chiefs, aux Gallois d'Ospreys et aux Français de l'ASM Clermont.
| - Union Bordeaux Bègles - Ulster : 28-13 - ASM Clermont - Union Bordeaux Bègles : 49-33 - Exeter Chiefs - Union Bordeaux Bègles : 7-13 | - Ulster - Union Bordeaux Bègles : 22-26 - Union Bordeaux Bègles - ASM Clermont : 6-9 - Union Bordeaux Bègles - Exeter Chiefs : 12-20 |

Avec 3 victoires et 3 défaites, l'Union Bordeaux Bègles termine 2e de la poule 4 et n'est pas qualifié pour les quarts.

| Rang | Équipe                | J | V | N | D | Em | Ee | Bo | Bd | Pm  | Pe  | Diff | Pts |
| ---- | --------------------- | - | - | - | - | -- | -- | -- | -- | --- | --- | ---- | --- |
| 1    | ASM Clermont          | 6 | 5 | 0 | 1 | 27 | 18 | 5  | 1  | 211 | 131 | +80  | 26  |
| 2    | Union Bordeaux Bègles | 6 | 3 | 0 | 3 | 11 | 13 | 1  | 1  | 118 | 120 | -2   | 14  |
| 3    | Exeter Chiefs         | 6 | 2 | 0 | 4 | 13 | 17 | 2  | 2  | 110 | 146 | -36  | 12  |
| 4    | Ulster                | 6 | 2 | 0 | 4 | 16 | 19 | 1  | 1  | 131 | 173 | -42  | 10  |

## Statistiques

### Statistiques collectives
Attaque
Défense

### Statistiques individuelles
Meilleur réalisateur